# Najica Blitz Tactics
Najica Blitz Tactics (ナジカ電撃作戦 Najica Dengeki Sakuse?) es una serie de anime japonesa que salió en el 2001 y que consta de 12 episodios. La distribuidora es Studio Fantasia. El género es de ciencia ficción, comedia y Ecchi sobre todo por ser un buen ejemplo del fenómeno panchira, pero además tiene acción con artes marciales, espionaje y chicas en microfalda con pistolas. Fue dirigido por Katsuhiko Nishijima, creador también de Agent Aika o Proyecto A-Ko. En 2002, salió una versión manga del anime en 3 volúmenes y creado por Takuya Tashiro.

## Argumento
La trama de la serie gira en torno a un mundo con un 17% hundido, y una situación económica nefasta. Najica de 27 años, trabaja en el sector de la perfumería y tiene un olfato extraordinario, pero también es una agente secreta, experta en el combate y manejo de helicópteros. Trabaja para la compañía de cosméticos CRI, pero en realidad Najica es una agente secreta que trabaja para la corporación secreta CRI. La misión de Najica es recuperar una serie de chicas androides llamadas Humarittes con capacidades de combate sobrehumanas, y que obedecen sin reparo lo que sus amos les manden. Estas Humarittes en manos malignas, son una amenaza para la humanidad.
En el primer episodio, La organización secreta de Najica, tiene como misión rescatar a una chica (Lila) que es una Humaritte. Una vez rescatada, le ordenarán que sea su compañera para cumplir diversas misiones secretas.

## Episodios
Los títulos de los episodios traducidos del inglés son:
1.- La bella agente llega con una sola rosa.
2.- La hermosa compañera viene con una bala.
3.- Una reliquia fea aparece con la obscuridad.
4.- Una falsa estrella aparece con una dulce trampa y esencia.
5.- Un horizonte rojo junto a un sueño trascendental.
6.- Los bellos ojos de la bestia junto a la sombra de la soledad.
7.- Las balas asesinas vienen con una sonrisa seca.
8.- Una codicia celestial llega con una llama ardiente de combate.
9.- El valeroso leon del desierto viene con una diosa.
10.- La última parada para las batallas viene con un amor peligroso.
11.- La misión de la despedida viene con el corazón de una pequeña.
12.- La bella agente llega con una rosa de recuerdos en su corazón.